# Bataille d'Héliké
Conquête carthaginoise de l'Ibérie
La bataille d'Héliké ou bataille d'Ilice est une bataille qui s'est produite lors de la conquête carthaginoise de la péninsule ibérique entre les troupes carthaginoises commandées par Hamilcar Barca et des tribus ibères commandées par Orisón. La bataille s'est déroulée en 228 av. J.-C., près de l'actuelle ville d'Elche dans la Communauté valencienne, en Espagne.

## Description
Les forces carthaginoises assiègent la ville d'Héliké. Orisón, roi des Oretania, prend le commandement d'une alliance de peuples ibères du secteur afin d'aider les assiégés. Il n'est pas possible de savoir avec certitude comment les événements se sont déroulés. Selon certaines versions, Orisón a trompé les Carthaginois en leur faisant croire qu'il venait en tant qu'allié. Lorsque l'affrontement commence, il lance des taureaux avec des torches enflammées contre l'avant-garde ennemie, les animaux réussissent à percer les lignes carthaginoises et facilitent la victoire des troupes ibères.
Au cours de la bataille, les troupes ibériques remportent la victoire et le général carthaginois, Hamilcar Barca, meurt au cours de celle-ci dans des circonstances incertaines. Selon la légende, une alliance de peuples ibères abat l'armée d'Hamilcar en libérant des taureaux avec des torches enflammées sur la tête. Hamilcar serait mort des suites des blessures subies lors de cette bataille,.

## Annexe